# 新郷村立新郷中学校
新郷村立新郷中学校（しんごうそんりつしんごうちゅうがっこう）は、青森県三戸郡新郷村にある公立中学校。

## 沿革
- 1980年（昭和55年）
  - 4月 - 村内にあった3つの中学校（川代中学校、戸来中学校、小坂中学校）を統合し、新郷村立新郷中学校として開校する。
  - 9月 - 統合新校舎完成[1]。
- 2005年（平成17年）
  - 2月 - 創立25周年記念式典挙行し、祝賀会を開催。
  - 11月 - 不審者対策により、教育委員会から、全学級と職員室に催涙スプレーが配備された[2]。
- 2021年（令和3年）4月 - 野沢中学校を統合[3]。校舎は旧野沢中学校へ移転した。

## 学区
- 新郷村全域

## 在籍者数
| 学年 | 1年 | 2年 | 3年 | 特別支援 | 合計 |
| ---- | --- | --- | --- | -------- | ---- |
| 学級 | 1   | 1   | 1   | 1        | 4    |
| 生徒 | 12  | 17  | 15  | 6 (内数) | 44   |

- 2023年（令和5年）5月1日時点[4]

## アクセス
- 新郷村コミュニティバス「みずばしょう号」西越線で、「西越局前」バス停から、徒歩約460m・約7分[5]。
- 新郷村役場から、車で約5.5km・約10分。

## 学校周辺
- 青森県道45号十和田三戸線